# Joakim Lamotte
Joakim Magnus Lamotte, född 19 juni 1978 i Hjärtums församling i Lilla Edets kommun, Älvsborgs län, är en svensk journalist, samhällsdebattör och föreläsare. 
Han har bland annat haft uppdrag för SVT, men har under perioden 2015–2022 mest uppmärksammats för sina livereportage sända på Facebook, finansierade helt eller delvis med hjälp av gräsrotsfinansiering.

## Karriär
Joakim Lamotte har arbetat med SVT-produktionen Debatt. 2013 medverkade han som frilansare i SVT:s program Debatt och skickades då för att bevaka Husbykravallerna i Stockholm. I anslutning till detta uppdrag framförde han på sin blogg obelagda påståenden om att kvällspressen skulle ha uppmuntrat dessa våldsamheter, blogginlägg som enligt hans egen utsago fick över 400 000 visningar. SVT har senare tagit avstånd från denna publicering och den sammanblandning den skapat mellan Lamottes egen verksamhet och hans arbete för SVT.
Han har arbetat som reporter på SVT, bland annat för Uppdrag granskning där han 2015 uppmärksammades för det omstridda reportaget "Leva och dö i Grums" som handlade om avfolkningen av samhället Grums i Värmland. Mellan 2014 och 2018 var han krönikör på Göteborgs-Posten.

### Frilansverksamhet
Sedan 2015 har Lamotte arbetat på frilansbasis med gräsrotsfinansiering, och regelbundet publicerat material på sin Facebooksida i form av direktsända videor och textinlägg. Ämnena rör sig ofta kring kriminalitet, integration, feminism och jämställdhet, men under 2019 var enligt en granskning av krönikören Andreas Magnusson mer än hälften av inläggen kritik av personer som kritiserat Lamotte, medan färre än en tiondel rimligen kunde beskrivas som journalistik.
Han finansierar sin verksamhet genom bidrag som betalas in av hans läsare genom betalningstjänsten Swish, och har därför kallats för swishjournalist. Joakim Lamotte använder framförallt Facebook, och hade omkring 200 000 följare i maj 2019. År 2021 var kontot, enligt Maktbarometern, det mäktigaste på svenska på Facebook. 2022 halkade han ned till fjärdeplats på samma plattform.
Lamotte har ifrågasatt landets nyhetsmedier, bland annat vad gäller deras rapportering om Sverigedemokraterna och om landsbygden. Hans verksamhet har kritiserats av såväl yrkesverksamma journalister som av allmänheten, på grund av sina ofta sensationalistiska ämnesval, sin nyhetsvärdering och sitt sätt att vinkla nyheter. Hans direktsändningar och krönikor har å andra sidan hyllats och delas av alt-right-medier såsom Nordisk Alternativhöger och Nyheter Idag.
Mellan 2016 och 2017 höll Lamotte föreläsningar i skolor om sexuella trakasserier. Även dessa har skapat debatt.
I december 2019 blev Lamotte bestulen på sin utrustning, misshandlad och hotad vid en Facebook-sändning från det utsatta området Kronogården i Trollhättan, där det nyligen hade förekommit oroligheter och attacker mot polisen. Efter det uppmärksammades han och hans verksamhet i en intervju med det brittiska radiobolaget BBC. Den 26 februari 2020 väckte Lamotte uppmärksamhet när han iförd skyddsväst deltog i Sveriges Televisions debattprogram Sverige möts.
I juni 2022 meddelade Lamotte att han avslutat sin verksamhet som journalist på grund av hotbilden mot hans familj. I februari 2023 meddelade han att återgår till denna verksamhet.
I december 2022 dömdes Lamotte till villkorlig dom och dagsböter samt skadestånd till målsägaren för åtta fall av grovt förtal. Åtalet avsåg en serie inlägg på Facebook om en person kopplad till organisationen Näthatsgranskaren, där vederbörande bland annat kallats mytoman och djurplågare. Domen överklagades till hovrätten som i september 2023 friade i ett av fallen men slog fast att sju av de åtta fallen var grovt förtal. Hovrätten höjde även skadeståndet till målsägaren samt beslöt att Lamotte ska stå för större delen av målsägarens rättegångskostnader i de båda instanserna.